# フルタイム
株式会社フルタイム（英称：FULLTIME CO.,LTD.）は、テレビ番組の調査やコンテンツなど提供を業務するリサーチ会社である。1988年（昭和63年）5月23日設立。
代表取締役、目黒和仁。

## 所在地
- 東京都港区六本木6-7-14　朝日神社会館3F

## 主な調査担当番組

### 現在

#### 日本テレビ系
レギュラー
- ぐるぐるナインティナイン
- 秘密のケンミンSHOW（読売テレビ）
- 世界の果てまでイッテQ!
- 人生が変わる1分間の深イイ話
- しゃべくり007
- 芸人報道
- 嵐にしやがれ
- 情報ライブ ミヤネ屋（読売テレビ）
- 赤丸!スクープ甲子園

#### TBS系
レギュラー
- リンカーン
- さんまのSUPERからくりTV
- サタネプ☆ベストテン
- ニンゲン観察バラエティ モニタリング

特番
- オールスター感謝祭

#### フジテレビ系
レギュラー
- ほこ×たて
- ジェネレーション天国
- 笑っていいとも!増刊号
- めちゃ×2イケてるッ!
- お笑いワイドショー マルコポロリ!（関西テレビ）
- にじいろジーン（関西テレビ）
- ザ・ベストハウス123

特番
- 天才リトル

#### テレビ朝日系
レギュラー
- 『ぷっ』すま
- さまぁ〜ず×さまぁ〜ず
- 奇跡の地球物語〜近未来創造サイエンス

#### テレビ東京系
レギュラー
- レディス4
- 所さんの学校では教えてくれないそこんトコロ!
- 日経スペシャル ガイアの夜明け
- たけしのニッポンのミカタ!
- ポケモンゲット☆TV

特番
- 日曜ビッグバラエティ

#### NHK
- 団塊スタイル

#### NHK-BS
- 新日本風土記

### 過去

#### 日本テレビ系
レギュラー
- スター☆ドラフト会議
- 未来予報2011
- 中井正広のブラックバラエティ
- 太田光の私が総理大臣になったら…秘書田中。
- くりぃむしちゅーのたりらリでイキます!!
- 未来予報201x
- ルドイア☆星惑三第
- ニッポン旅×旅ショー（読売テレビ）
- 今田ハウジング
- トシガイ
- カートゥンKAT-TUN
- 未知の世界を撮りたい 驚き(秘)映像ハンター!ドリームビジョン
- オジサンズ11
- 誰も知らない泣ける歌
- SUPER SURPRISE
- 不可思議探偵団
- ミリオンダイス
- シアワセ結婚相談所

特番
- 有名人が通うマチャミ食堂
- おとなの学力検定スペシャル小学校教科書クイズ!
- アナタの名字SHOW（読売テレビ）

#### TBS系
レギュラー
- お茶の水ハカセ
- ウンナンの桜吹雪は知っている
- ピンポン!
- 2時っチャオ!
- 地球感動配達人 走れ!ポストマン（MBS）
- 夢の扉 〜NEXT DOOR〜
- もてもてナインティナイン

特番
- 家事場の女王様（MBS）
- 徳光和夫の感動再会"逢いたい"

#### フジテレビ系
レギュラー
- めざましテレビ
- 幸せって何だっけ 〜カズカズの宝話〜
- くるくるドカン〜新しい波を探して〜
- カワズ君の検索生活
- Dのゲキジョー 〜運命のジャッジ〜
- うふふのぷ（関西テレビ）
- キャンパスナイトフジ
- 芸能人こだわり王講座 イケタク
- ホンネの殿堂!!紳助にはわかるまいっ
- 満天笑店

特番
- 10分BOX（金キラ☆ナイト）

#### テレビ朝日系
レギュラー
- 今すぐ使える豆知識 クイズ雑学王
- ザ・クイズマン!
- ロンドンハーツ
- 松岡修造の情熱チャージ 熱血!ホンキ応援団

特番
- それゆけ!ダイダマン

#### テレビ東京系
レギュラー
- 北島ウインクハート
- 怒りオヤジ
- ド短期ツメコミ教育豪腕!コーチング!!
- 所さんの学校では教えてくれないそこんトコロ!
- ガレッジ ワザーランド
- 地球調査船アメディゾン
- 感涙!時空タイムス
- 音楽ば〜か
- ザ・逆流リサーチャーズ
- 仰天クイズ!珍ルールSHOW

特番
- みつ星の館～光浦・ミッツ・壇蜜の感じる研究所～（企画、構成、リサーチ）

#### NHK
レギュラー
特番
- 日本はまかせろ! スーパーキッズ大集合